# Stèles géodésiques de Sausheim et Oberhergheim
Les stèles géodésiques de Sausheim et Oberhergheim sont deux mires topographiques situées dans le département français du Haut-Rhin, dans le Grand Est, respectivement à Oberhergheim (au nord) et Sausheim (au sud), entre Mulhouse et Colmar. Elles ont été élevées en 1804 pour commémorer la cartographie de la Suisse sous domination française pendant le règne de Napoléon Ier.

## Histoire
Les deux stèles ont été élevées en août 1804, sous le règne de Napoléon Ier, par l'équipe de l'astronome Maurice Henry (1763-1825) dans le cadre de l'établissement d'une carte de la Suisse sous domination française,. Le but de l'opération était, à quelques kilomètres de la frontière franco-suisse, de mesurer la distance séparant les deux stèles (19,045 km). Cette distance, dite base d'Ensisheim (du nom de la commune d'Ensisheim située environ à mi-chemin entre les deux stèles), a ensuite servi à la triangulation. C'est à l'époque la plus longue base ainsi mesurée à la surface de la Terre.
La stèle de Sausheim aurait dû initialement se trouver sur la colline de Rixheim, en raison des effets de la réfraction atmosphérique, et une troisième stèle aurait dû être érigée à Jungholtz-Thierenbach.
Selon Charles Grad dans la revue Le Tour du monde en 1886, la stèle méridionale portait à l'origine un écusson à l'effigie de Bonaparte, qui a été cassé par les Autrichiens lors de l'invasion de 1813.
Elles ont toutes deux été classées au titre des monuments historiques par arrêté du 5 décembre 1979,,,. La stèle méridionale de Sausheim a été restaurée en 1985,.

## Description
Les stèles prennent la forme d'obélisques ou de pyramides constituées de six blocs de grès rose des Vosges superposés, pour une hauteur de 5 mètres (l'ensemble étant surmonté, à Sausheim, de deux autres blocs qui portent sa hauteur à 7 mètres). Elles sont entourées par douze bornes plus petites disposées en cercle.
La mire d'Oberhergheim porte l'inscription, :

« Terme septentrional d'une base de 19 045 1⁄4 mètres mesurée sous le règn[e] de Napoléon I empereur des Français pour servir à la carte de l'Helvétie et à la détermination de la grandeur et de la figure de la terre en aoust MDCCCIV. »

Elles constituent une appropriation de la forme de la pyramide et de l'obélisque, dans un contexte d'égyptomanie en France, après la campagne d'Égypte (1798-1801).

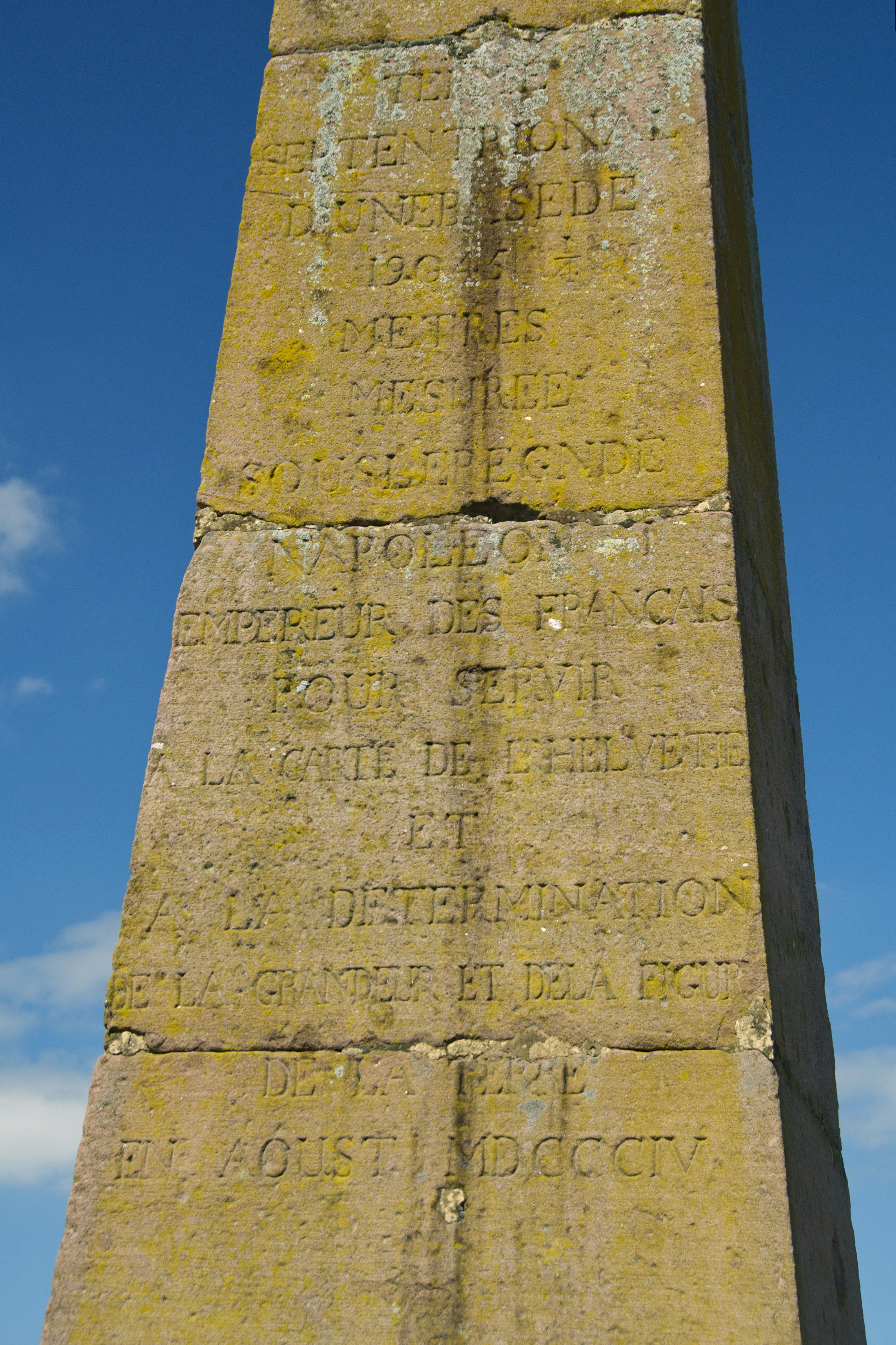
Mire d'Oberhergheim : gros plan sur l'inscription.
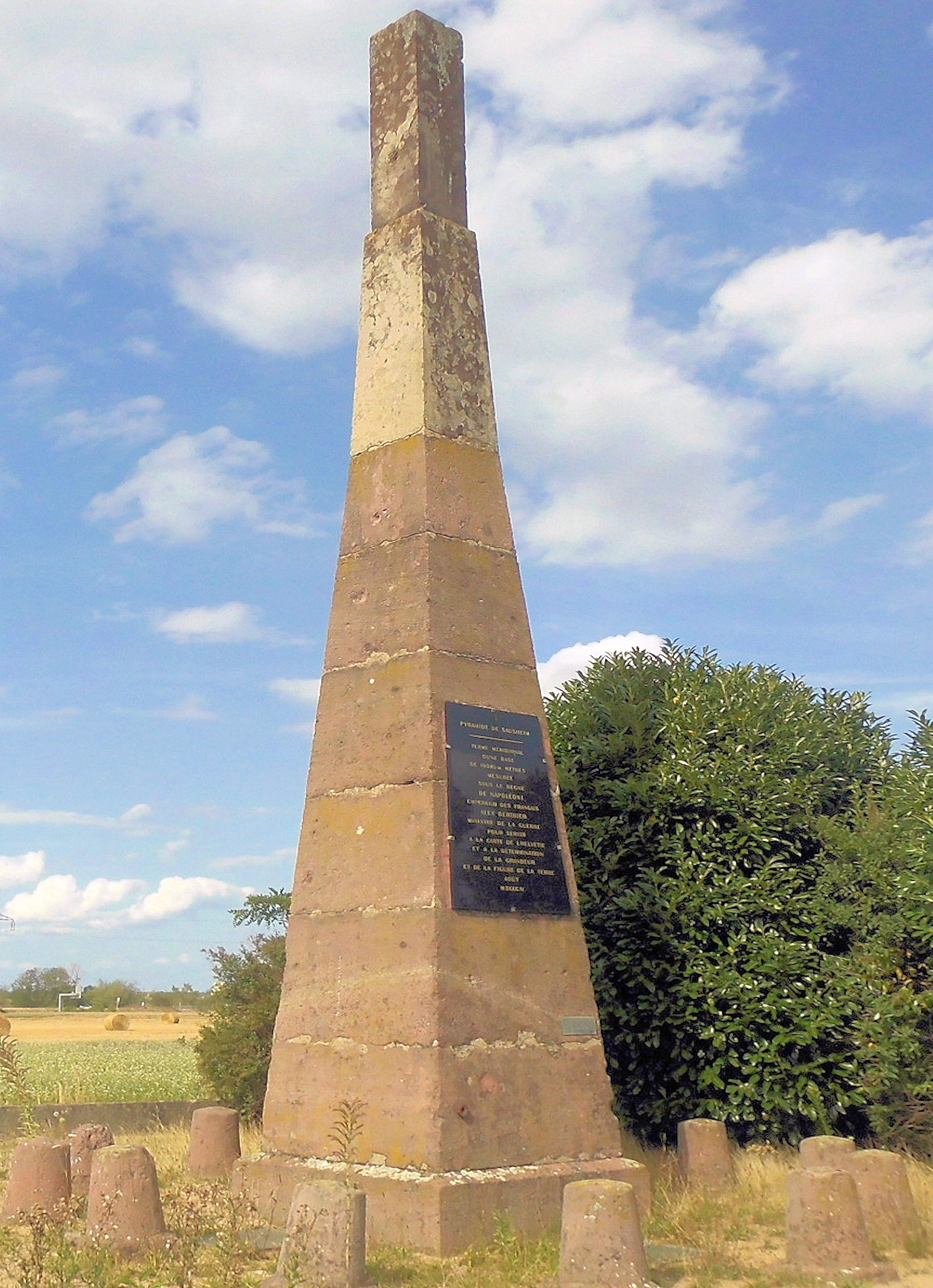
Mire de Sausheim.

## Coordonnées géographiques
Les coordonnées géographiques des deux stèles sont (dans le système ETRS89 (en)) :
- 47° 57′ 42,246″ N, 7° 24′ 04,441″ E pour Oberhergheim[α].
- 47° 47′ 26,5246″ N, 7° 23′ 14,9417″ E pour Sausheim[β].